# Ibrahim II di Karaman
Ibrahim II (... – 1464) è stato un politico ottomano, bey del Beilicato di Karaman.

## Sfondo
Durante l'era post-selgiuchide, nella seconda metà del XIII secolo, emersero in Anatolia numerosi principati turcomanni, noti collettivamente come beilicati anatolici. Inizialmente i Karamanidi, incentrati sulle odierne province di Karaman e Konya, erano la potenza più importante dell'Anatolia. Ma verso la fine del XIV secolo gli ottomani iniziarono a dominare gran parte dell'Anatolia, riducendo l'influenza e il prestigio dei Karamanidi. Così la campagna di Tamerlano in Anatolia e il conseguente Interregno ottomano diedero ai Karamanidi una possibilità di rinascita. Tuttavia, anche i Karamanidi sperimentarono un periodo di interregno durante l'interregno ottomano, e pertanto non furono in grado di porre fine alla dominazione ottomana in Anatolia.

## Ibrahim Bey e gli ottomani
Ibrahim Bey era il figlio di Mehmet Bey. Combatté contro suo zio Ali Bey e con il sostegno ottomano salì al trono nel 1424. Tuttavia, il loro aiuto non garantì la sua fedeltà agli ottomani. Si alleò segretamente con il Regno d'Ungheria in chiave anti-ottomana. Durante le guerre ottomane in Europa, riuscì a conquistare la città di Beyşehir dagli ottomani. Tuttavia, nel 1433, il sultano ottomano Murad II tornò in Anatolia e Ibrahim chiese la pace nel 1435. Poco dopo la pace però, Ibrahim pose l'assedio ad Amasya, un'importante città ottomana alla quale Murat reagì sostenendo i Dulqadiridi per comquistare la città di Kayseri e İsa, fratello di Ibrahim, per conquistare Akşehir dai Karamanidi. Ibrahim fu costretto a revocare l'assedio nel 1437. Durante i sette anni successivi la pace prevalse in Anatolia. Ma nel 1444, quando un grande esercito di crociati iniziò a marciare sulla capitale ottomana, Ibrahim colse la sua occasione saccheggiando le città ottomane in Anatolia tra cui Ankara e Kütahya. Murat, preso tra due fuochi, dovette firmare il Trattato di Seghedino con i crociati e poi tornò in Anatolia sconfiggendo Ibrahim, che fu costretto a firmare un trattato a condizioni sfavorevoli (chiamato sevgendname). Sebbene dopo la morte di Murad Ibrahim si alleò con Venezia non combatté contro gli ottomani.

## Ibrahim Bey e le altre potenze
Sebbene i mamelucchi in Egitto sostenessero İsa, il fratello di Ibrahim contro Ibrahim durante i primi anni, Ibrahim e i mamelucchi furono generalmente in buoni rapporti. Tuttavia la concorrenza sulla Çukurova (l'antica Cilicia) distrusse l'amicizia. Ibrahim prese l'importante castello di Corycus nella costa mediterranea (l'odierna Kızkalesi) dal regno di Cipro nel 1448. Ciò gli permise di conquistare il resto della Çukurova. I mamelucchi tuttavia insieme al beilicato turcomanno di Ramazan, loro vassallo, attaccarono i Karamanidi nel 1456. Così Ibrahim rinunciò alle speranze di conquistare la Çukurova.

## Gli ultimi anni
Durante i suoi ultimi anni, i suoi figli iniziarono a lottare per il trono. Il suo erede apparente era İshak, il governatore di Silifke. Ma Pir Ahmet, uno dei figli più giovani si dichiarò il bey di Karaman a Konya. Ibrahim fuggì in una piccola città nei territori occidentali dove morì nel 1464.

## Famiglia
Da una concubina turca, ebbe il figlio maggiore ed erede prescelto, Ishak Bey. In seguito, Ibrahim la fece uccidere alle spalle del figlio. 
Nel 1425, sposò Ilaldi Sultan Hatun, figlia del sultano ottomano Mehmed I. Il matrimonio fu infelice, perché Ibrahim odiava sua moglie e i loro figli per il loro sangue ottomano. 
Ebbero sei figli maschi, fra cui: 
- Piri Ahmed Bey (morto nel 1474/1475); che ebbe una figlia, Hilmiye Hatun;
- Kasim Bey (morto nel 1493);
- Kaya Bey, che sposò sua cugina Hafsa Hatun, figlia del sultano ottomano Murad II, ed ebbe un figlio, Kasim Bey;
- Alaeddin Bey.

## Riferimenti nella cultura di massa
Nel film del 2012 Fetih 1453, Ibrahim di Karaman è interpretato da Arslan İzmirli. È raffigurato come un bey provocato dall'imperatore Costantino XI a ribellarsi contro l'Impero ottomano . Successivamente, decide di fare un accordo di pace con Mehmed II.